# مدار بلند زمین

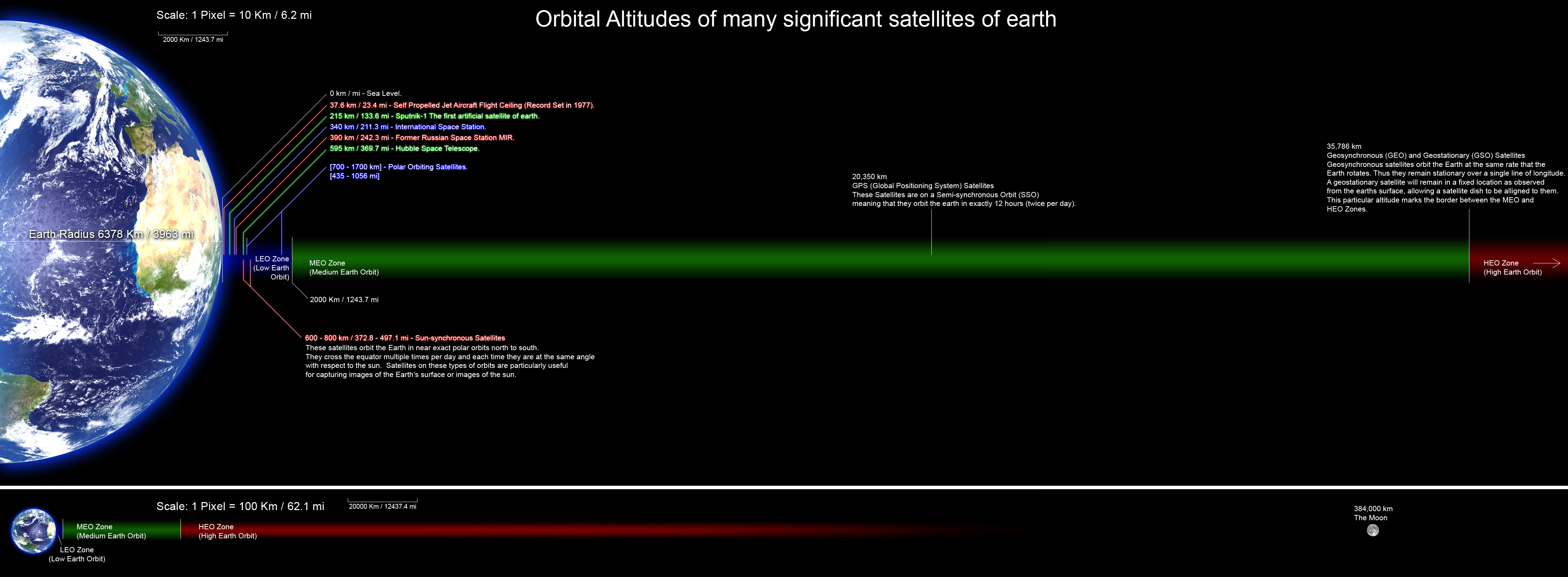
یک نمودار مقیاس مدارهای پایین، متوسط و بلند زمین.

مدار بلند زمین یا (انگلیسی: High Earth orbit)، یا مدار مرتفع زمین، یک مدار زمین‌مرکز با فرازای کاملاً بالاتر از یک مدار زمین‌آهنگ (۳۵٬۷۸۶ کیلومتر (۲۲٬۲۳۶ مایل)) است. (۳۵٬۷۸۶ کیلومتر (۲۲٬۲۳۶ مایل)). دوره‌های مداری چنین مدارهایی بیشتر از ۲۴ ساعت است، بنابراین ماهواره‌ها در چنین مدارهایی حرکت بازگشتی آشکاری دارند - یعنی حتی اگر در مدار پیشرفت قرار بگیرند (۹۰ درجه> با انحراف مداری ° ۰ درجه)، سرعت مداری آنها کمتر از سرعت چرخش زمین است که این باعث می‌شود مسیر آنها از روی سطح زمین به سمت غرب حرکت کند.

## نمونه‌هایی از فضاپیما در مدار بلند زمین
| نام                           | شناسهٔ NSSDC. | تاریخ راه‌اندازی | حضیض            | اوج             | تناوب مداری  | انحراف مداری |
| ----------------------------- | ------------ | --------------- | --------------- | --------------- | ------------ | ------------ |
| ولا 1A                        | 1963-039A    | ۱۹۶۳-۱۰-۱۷      | ۱۰۱٬۹۲۵ کیلومتر | ۱۱۶٬۵۲۸ کیلومتر | ۶٬۵۱۹ دقیقه  | ۳۷٫۸°        |
| کاوشگر مرز میان‌ستاره‌ای (IBEX) | 2008-051A    | ۲۰۰۸-۱۰-۱۹      | ۶۱٬۹۴۱ کیلومتر  | ۲۹۰٬۹۰۶ کیلومتر | ۱۲٬۹۶۳ دقیقه | ۱۶٫۹°        |